# Primus (Vorname)
Primus ist ein männlicher Vorname lateinischen Ursprungs. Italienische Form: Primo. Namenstag ist der 9. Juni.
Weitere Vornamen nach lateinischen Ordnungszahlen sind Tertia (die Dritte), Quintus (der Fünfte), Oktavius (der Achte); auch Sixtus kann mit lateinisch sextus (der Sechste) in Verbindung gebracht werden.

## Verbreitung
Der Name wird im deutschsprachigen Raum selten verwendet. In Deutschland wird er nicht oft bei der Namenswahl berücksichtigt, in den letzten 10 Jahren wurden weniger als 10 Jungen so genannt. Der Name taucht in der Schweiz seit Mitte der 1950er Jahre ab und zu in den Hitlisten auf, er ist aber als selten einzustufen. Es tragen ihn 56 Personen (Stand 2023). In Österreich wird der Name seit 1984 hin und wieder vergeben, bis zum Ende des Jahres 2023 wurde er 13 Mal gewählt.
In Schweden gilt der Name als mäßig beliebt und in Dänemark als sehr selten. Der Name war in den USA von den 1880er bis zu den 1980er Jahren immer wieder in den Vornamenscharts, danach wurde er fast nicht mehr vergeben. Die beste Platzierung erzielte er im Jahr 1881 mit Rang 866.

## Nebenformen
- Primo (italienisch)
- Primož (slowenisch)[6]
- Prymus (polnisch)

## Namensträger
- Primus von Alexandria, Bischof von Alexandria († um 118)
- Primus, heiliggesprochener römischer Märtyrer des 3. Jahrhunderts n. Chr. (3. Jahrhundert–305)
- Primus Koch, Augustiner-Chorherr, Lehrer und Seelsorger (1752–1812, ursprünglich Bonaventura Koch)
- Primus Lessiak, österreichischer Altgermanist, Sprachforscher, Dialektgeograph und Namenforscher (1878–1937)
- Primo Levi, italienischer Schriftsteller (1919–1987)
- Primus Sitter, österreichischer Jazz-Gitarrist und Komponist (* 1966)
- Primus von Quack, fiktive Figur von Walt Disney

## Belege
1. ↑  Primus. In: Behind the Name. Mike Campbell, abgerufen am 15. Januar 2025 (englisch).
2. 1 2  Primus. In: Baby-Vornamen. Baby Vornamen, abgerufen am 15. Januar 2025 (deutsch).
3. ↑  Vornamen der Geborenen. In: STATISTIK AUSTRIA. Bundesanstalt Statistik Österreich, abgerufen am 15. Januar 2025 (deutsch).
4. ↑  Primus. In: Nordicnames. Judith Ahrholdt, abgerufen am 15. Januar 2025 (englisch).
5. ↑  Popularity in the United States. In: Behind the Name. Mike Campbell, abgerufen am 15. Januar 2025 (englisch).
6. ↑  Primož. In: revija.ognjisce.si. Abgerufen am 5. Oktober 2020.